# Leichtathletik-Weltmeisterschaften 2017/800 m der Männer

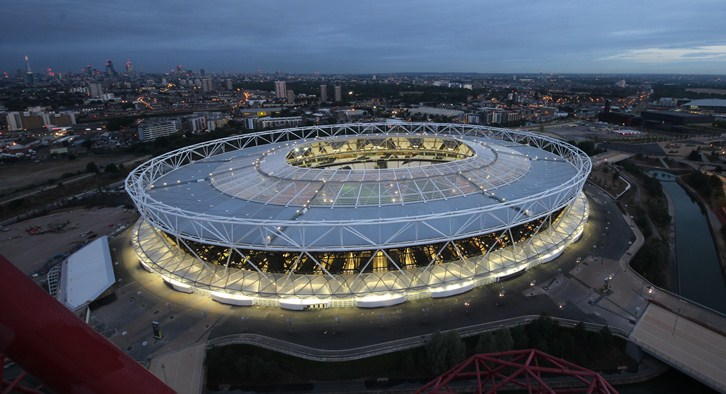
Das Olympiastadion London im Jahr 2017

Der 800-Meter-Lauf der Männer bei den Leichtathletik-Weltmeisterschaften 2017 wurde vom 5. bis 8. August 2017 im Olympiastadion der britischen Hauptstadt London ausgetragen.
Weltmeister wurde der Franzose Pierre-Ambroise Bosse. Wie schon bei den Weltmeisterschaften 2015 gewann der zweifache Europameister (2014/2016) Adam Kszczot aus Polen die Silbermedaille. Bronze ging an den Kenianer Kipyegon Bett.

## Bestehende Rekorde
| Weltrekord               | David Lekuta Rudisha | 1:40,91 min | OS in London, Großbritannien | 9. August 2012    |
| Weltmeisterschaftsrekord | Billy Konchellah     | 1:43,06 min | WM in Rom, Italien           | 1. September 1987 |

Der bestehende WM-Rekord wurde bei diesen Weltmeisterschaften nicht eingestellt und nicht verbessert.

## Vorläufe
Aus den sechs Vorläufen qualifizierten sich die jeweils drei Ersten jedes Laufes – hellblau unterlegt – und zusätzlich die sechs Zeitschnellsten – hellgrün unterlegt –  für das Halbfinale.

### Lauf 1
5. August 2017, 12:45 Uhr Ortszeit (13:45 Uhr MESZ)
| Platz | Name              | Land                         | Zeit (min) |
| ----- | ----------------- | ---------------------------- | ---------- |
| 1     | Kipyegon Bett     | Kenia                        | 1:45,76    |
| 2     | Andreas Kramer    | Schweden                     | 1:45,98    |
| 3     | Drew Windle       | USA                          | 1:46,08    |
| 4     | Abdessalem Ayouni | Tunesien                     | 1:46,19    |
| 5     | Andrés Arroyo     | Puerto Rico                  | 1:46,46    |
| 6     | Edose Ibadin      | Nigeria                      | 1:46,51    |
| 7     | Saud Al-Zaabi     | Vereinigte Arabische Emirate | 1:53,34    |
| 8     | Pyae Sone Maung   | Myanmar                      | 2:13,38    |
| DNF   | Amine Belferar    | Algerien                     |            |

### Lauf 2

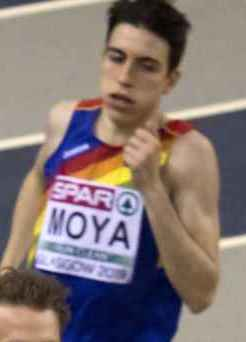
Pol Moya – ausgeschieden als Achter in 1:49,06 min

5. August 2017, 12:54 Uhr Ortszeit (13:54 Uhr MESZ)
| Platz | Name                | Land           | Zeit (min) |
| ----- | ------------------- | -------------- | ---------- |
| 1     | Thijmen Kupers      | Niederlande    | 1:45,53    |
| 2     | Brandon McBride     | Kanada         | 1:45,69    |
| 3     | Kevin López         | Spanien        | 1:45,77    |
| 4     | Antoine Gakeme      | Burundi        | 1:45,97    |
| 5     | Kyle Langford       | Großbritannien | 1:46,38    |
| 6     | Jesús Tonatiú López | Mexiko         | 1:46,71    |
| 7     | Leandro Paris       | Argentinien    | 1:47,09 PB |
| 8     | Pol Moya            | Andorra        | 1:49,06    |

### Lauf 3

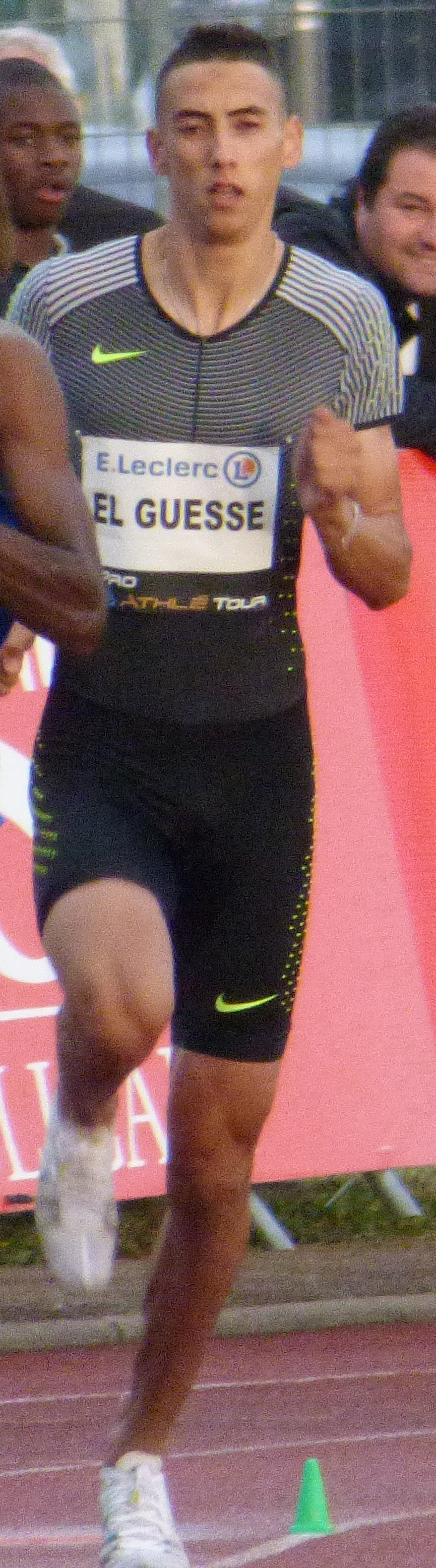
Abdelati El Guesse – ausgeschieden als Sechster in 1:46,74 min

5. August 2017, 13:03 Uhr Ortszeit (14:03 Uhr MESZ)
| Platz | Name                      | Land           | Zeit (min) |
| ----- | ------------------------- | -------------- | ---------- |
| 1     | Ferguson Cheruiyot Rotich | Kenia          | 1:45,77    |
| 2     | Isaiah Harris             | USA            | 1:45,82    |
| 3     | Elliot Giles              | Großbritannien | 1:45,86    |
| 4     | Ebrahim al-Zofairi        | Kuwait         | 1:46,29 PB |
| 5     | Álvaro de Arriba          | Spanien        | 1:46,42    |
| 6     | Abdelati el-Guesse        | Marokko        | 1:46,74    |
| 7     | Ryan Sánchez              | Puerto Rico    | 1:50,74    |
| DNS   | Wesam al-Massri           | Palästina      |            |

### Lauf 4

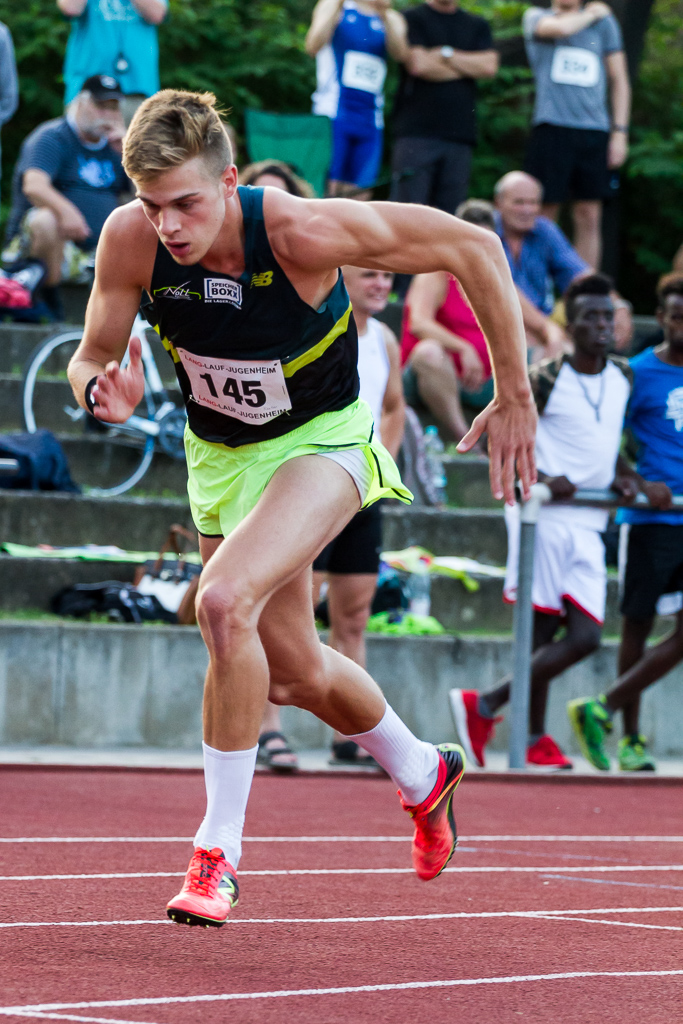
Marc Reuther – ausgeschieden als Fünfter in 1:47,78 min
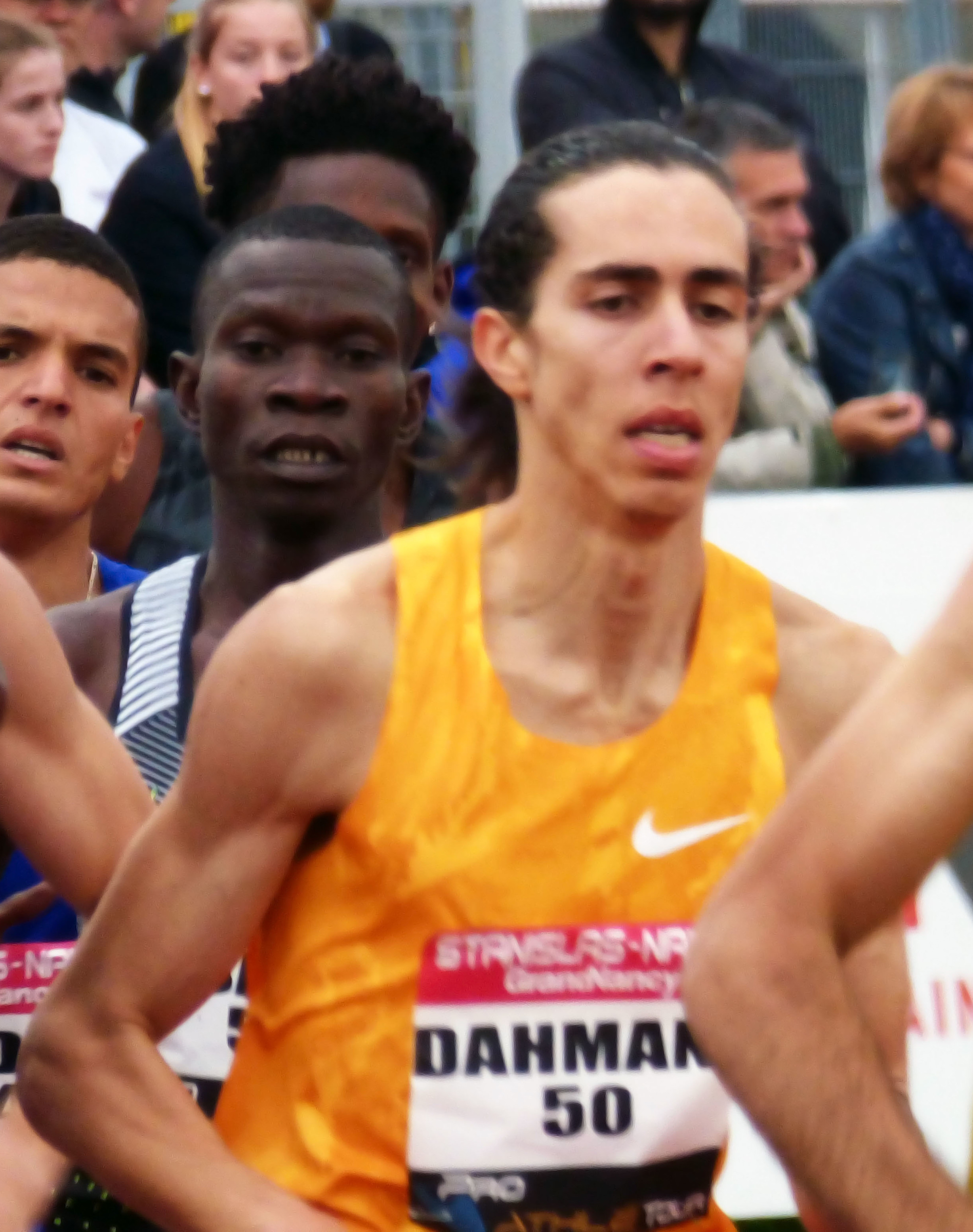
Samir Dahmani – ausgeschieden als Sechster in 1:48,62 min

5. August 2017, 13:12 Uhr Ortszeit (14:12 Uhr MESZ)
| Platz | Name               | Land                 | Zeit (min) | Anmerkung          |
| ----- | ------------------ | -------------------- | ---------- | ------------------ |
| 1     | Emmanuel Korir     | Kenia                | 1:47,08    |                    |
| 2     | Michał Rozmys      | Polen                | 1:47,09    |                    |
| 3     | Thiago André       | Brasilien            | 1:47,22    |                    |
| 4     | Alex Amankwah      | Ghana                | 1:47,56    |                    |
| 5     | Marc Reuther       | Deutschland          | 1:47,78    |                    |
| 6     | Samir Dahmani      | Frankreich           | 1:48,62    |                    |
| 7     | Peter Bol          | Australien           | 1:49,65    |                    |
| 8     | Ahmed Bashir Farah | Athlete Refugee Team | 1:50,04 PB | Athlet aus Somalia |

### Lauf 5

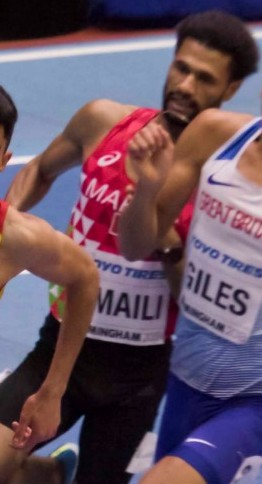
Mostafa Smaili – ausgeschieden als Vierter in 1:47,50 min
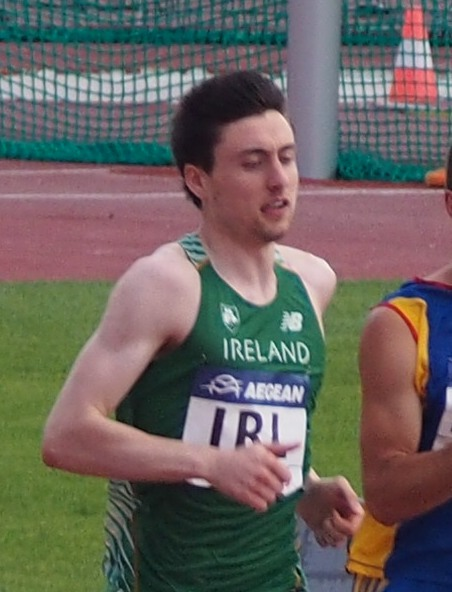
Mark English – ausgeschieden als Fünfter in 1:48,01 min

5. August 2017, 13:21 Uhr Ortszeit (14:21 Uhr MESZ)
| Platz | Name                  | Land                         | Zeit (min) |
| ----- | --------------------- | ---------------------------- | ---------- |
| 1     | Nijel Amos            | Botswana                     | 1:47,10    |
| 2     | Pierre-Ambroise Bosse | Frankreich                   | 1:47,25    |
| 3     | Adam Kszczot          | Polen                        | 1:47,36    |
| 4     | Mostafa Smaili        | Marokko                      | 1:47,50    |
| 5     | Mark English          | Irland                       | 1:48,01    |
| 6     | Salim Abu Mayanja     | Uganda                       | 1:48,11    |
| 7     | Francky-Edgard Mbotto | Zentralafrikanische Republik | 1:51,76    |
| DNF   | Hamada Mohamed        | Ägypten                      |            |

### Lauf 6

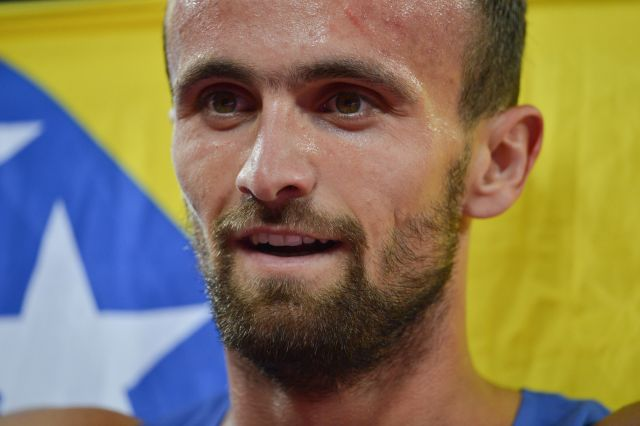
Amel Tuka – ausgeschieden als Fünfter in 1:46,54 min
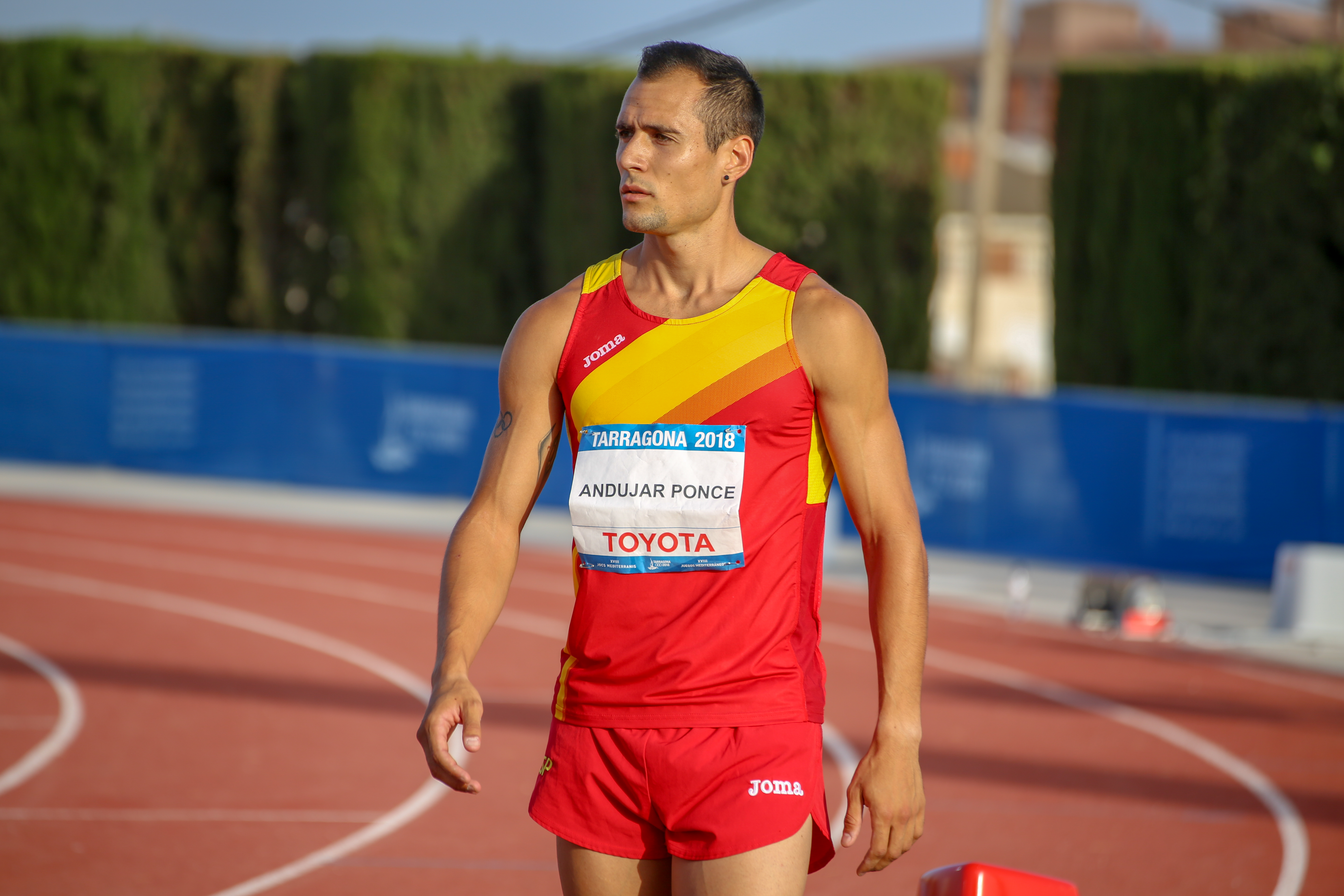
Daniel Andújar – disqualifiziert wegen Behinderung

5. August 2017, 13:30 Uhr Ortszeit (14:30 Uhr MESZ)
| Platz | Name                     | Land                    | Zeit (min)                    |
| ----- | ------------------------ | ----------------------- | ----------------------------- |
| 1     | Donavan Brazier          | USA                     | 1:45,65                       |
| 2     | Mohammed Aman            | Äthiopien               | 1:45,81                       |
| 3     | Guy Learmonth            | Großbritannien          | 1:45,90                       |
| 4     | Marcin Lewandowski       | Polen                   | 1:46,17                       |
| 5     | Amel Tuka                | Bosnien und Herzegowina | 1:46,54                       |
| 6     | Astrit Kryeziu           | Kosovo                  | 1:49,94                       |
| DSQ   | Daniel Andújar           | Spanien                 | IAAF Rule 163.2 – Behinderung |
| DNS   | Michael Loturomom Saruni | Kenia                   |                               |

## Halbfinale
Aus den drei Halbfinalläufen qualifizierten sich die beiden Ersten jedes Laufes – hellblau unterlegt – und zusätzlich die beiden Zeitschnellsten – hellgrün unterlegt – für das Finale.

### Lauf 1

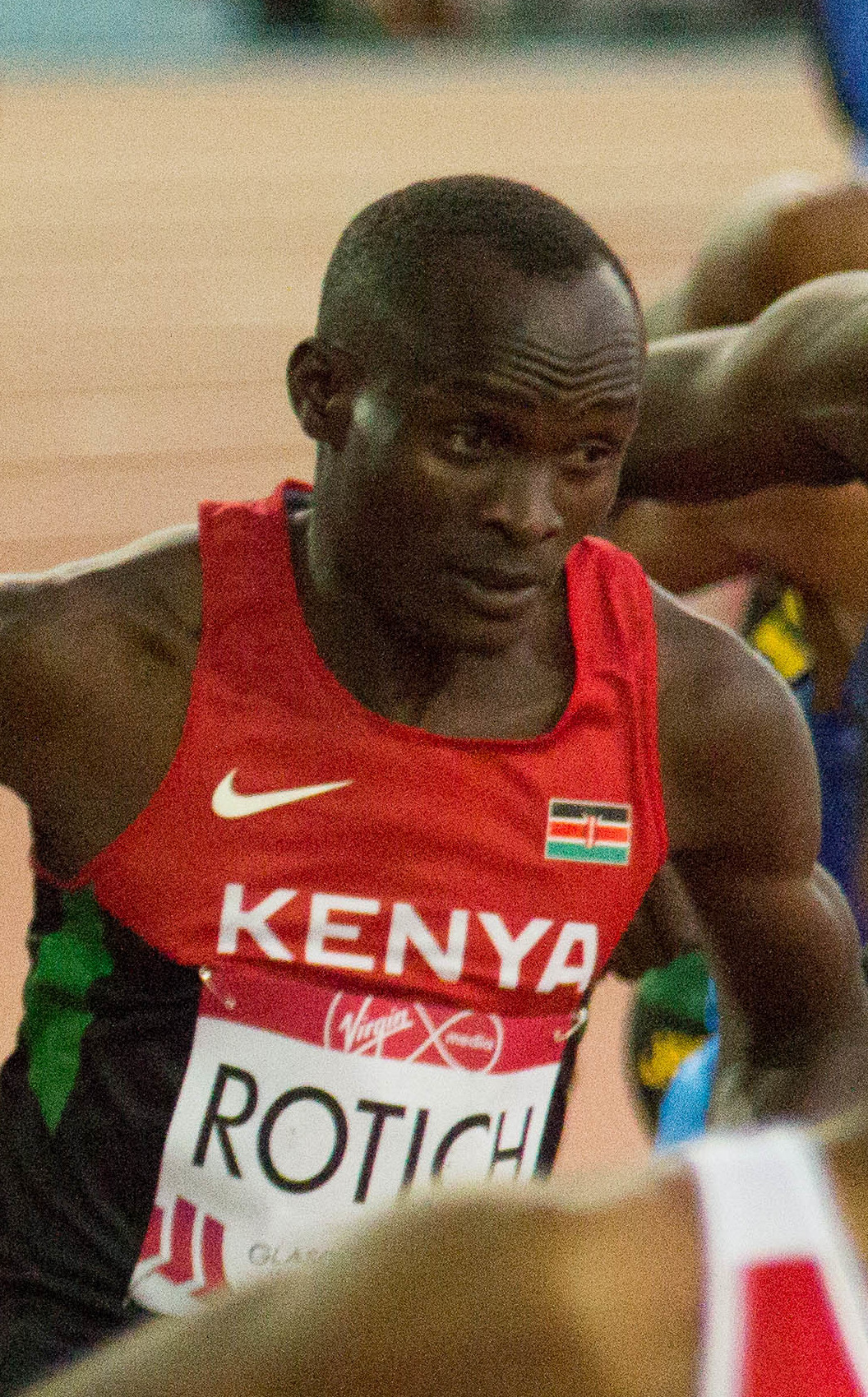
Ferguson Cheruiyot Rotich – ausgeschieden als Dritter in 1:46,49 min

6. August 2017, 21:15 Uhr Ortszeit (22:15 Uhr MESZ)
| Platz | Name                      | Land           | Zeit (min) |
| ----- | ------------------------- | -------------- | ---------- |
| 1     | Adam Kszczot              | Polen          | 1:46,24    |
| 2     | Nijel Amos                | Botswana       | 1:46,29    |
| 3     | Ferguson Cheruiyot Rotich | Kenia          | 1:46,49    |
| 4     | Isaiah Harris             | USA            | 1:46,66    |
| 5     | Guy Learmonth             | Großbritannien | 1:46,75    |
| 6     | Elliot Giles              | Großbritannien | 1:46,95    |
| 7     | Abdessalem Ayouni         | Tunesien       | 1:47,39    |
| 8     | Kevin López               | Spanien        | 1:47,62    |

Weitere im ersten Halbfinale ausgeschiedene Läufer:

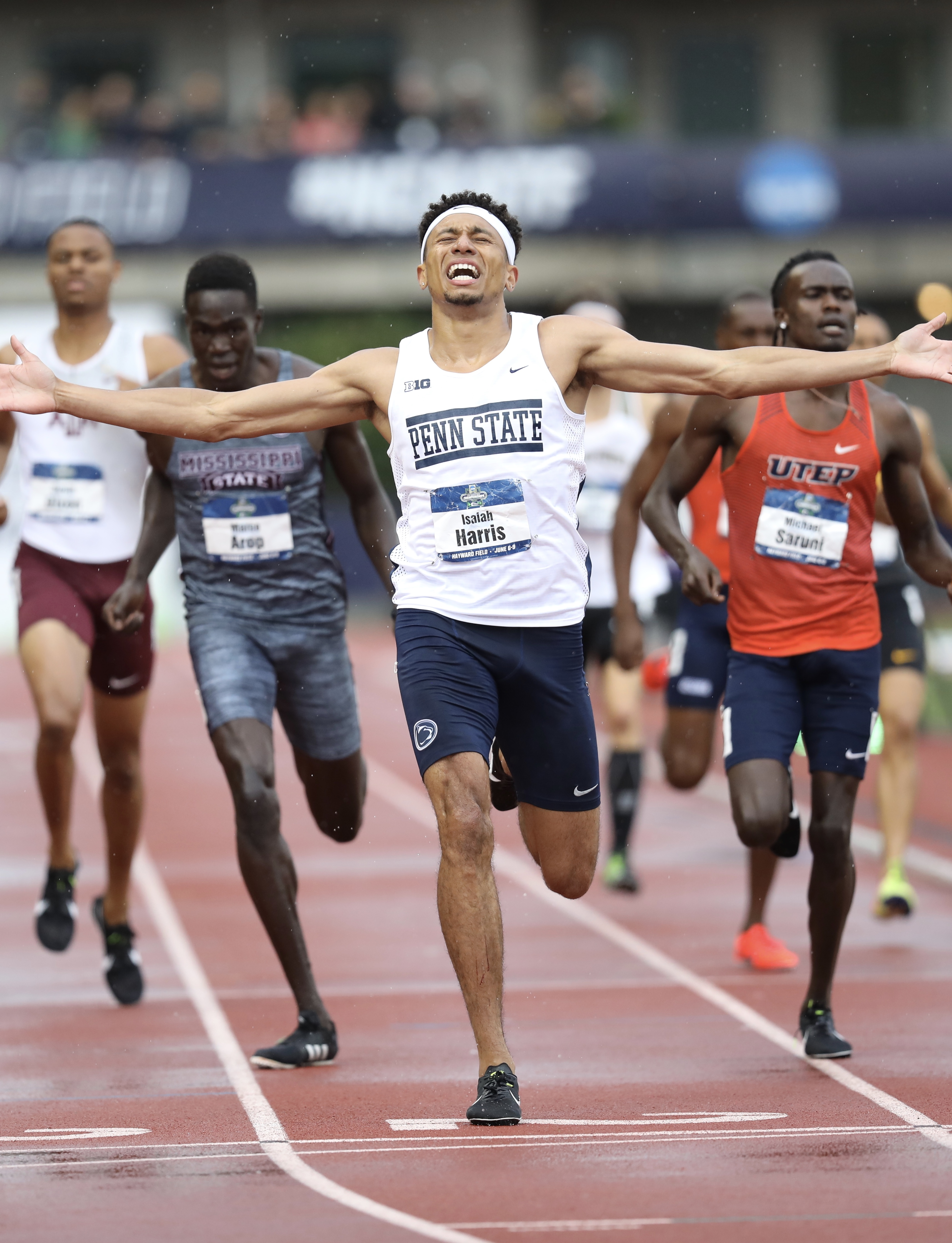
Isaiah Harris Rang vier in 1:46,66 min
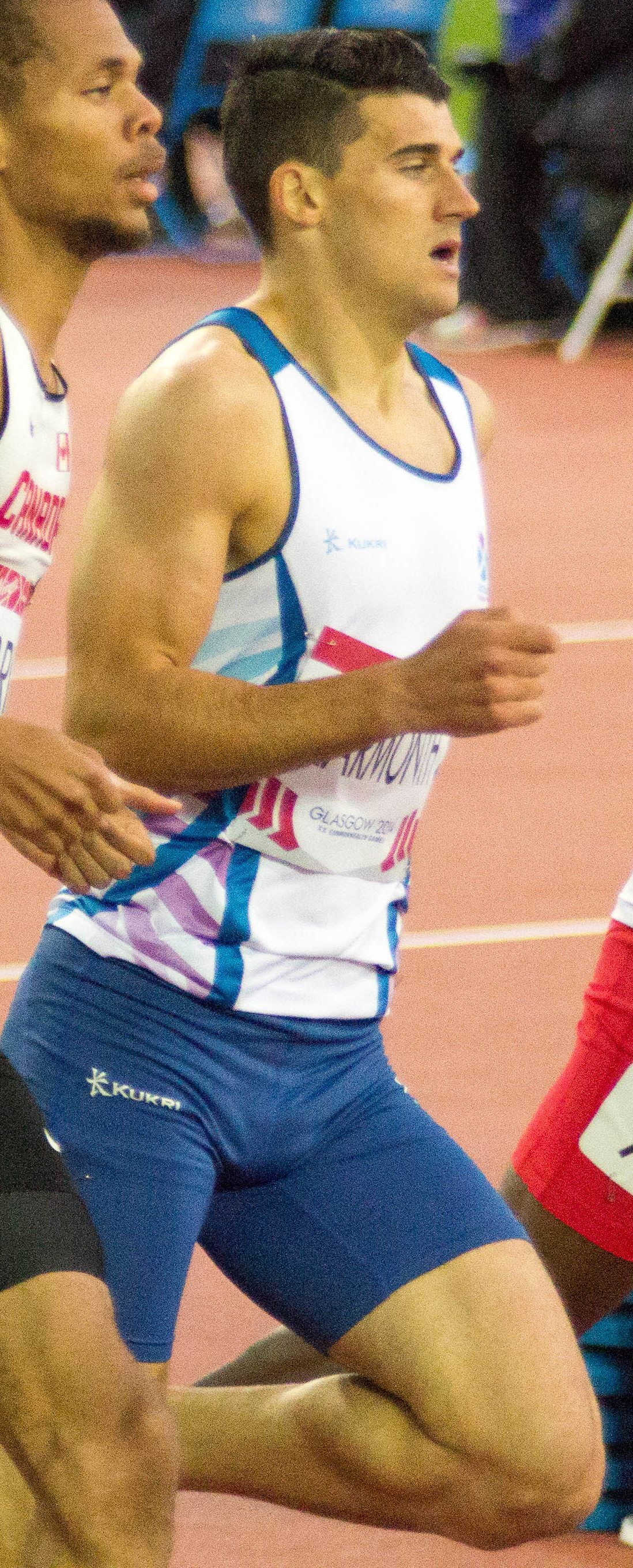
Guy Learmonth Rang fünf in 1:46,75 min
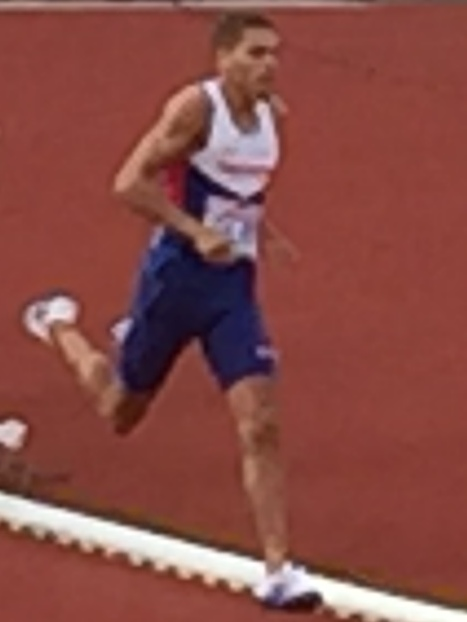
Elliot Giles Rang sechs in 1:46,95 min
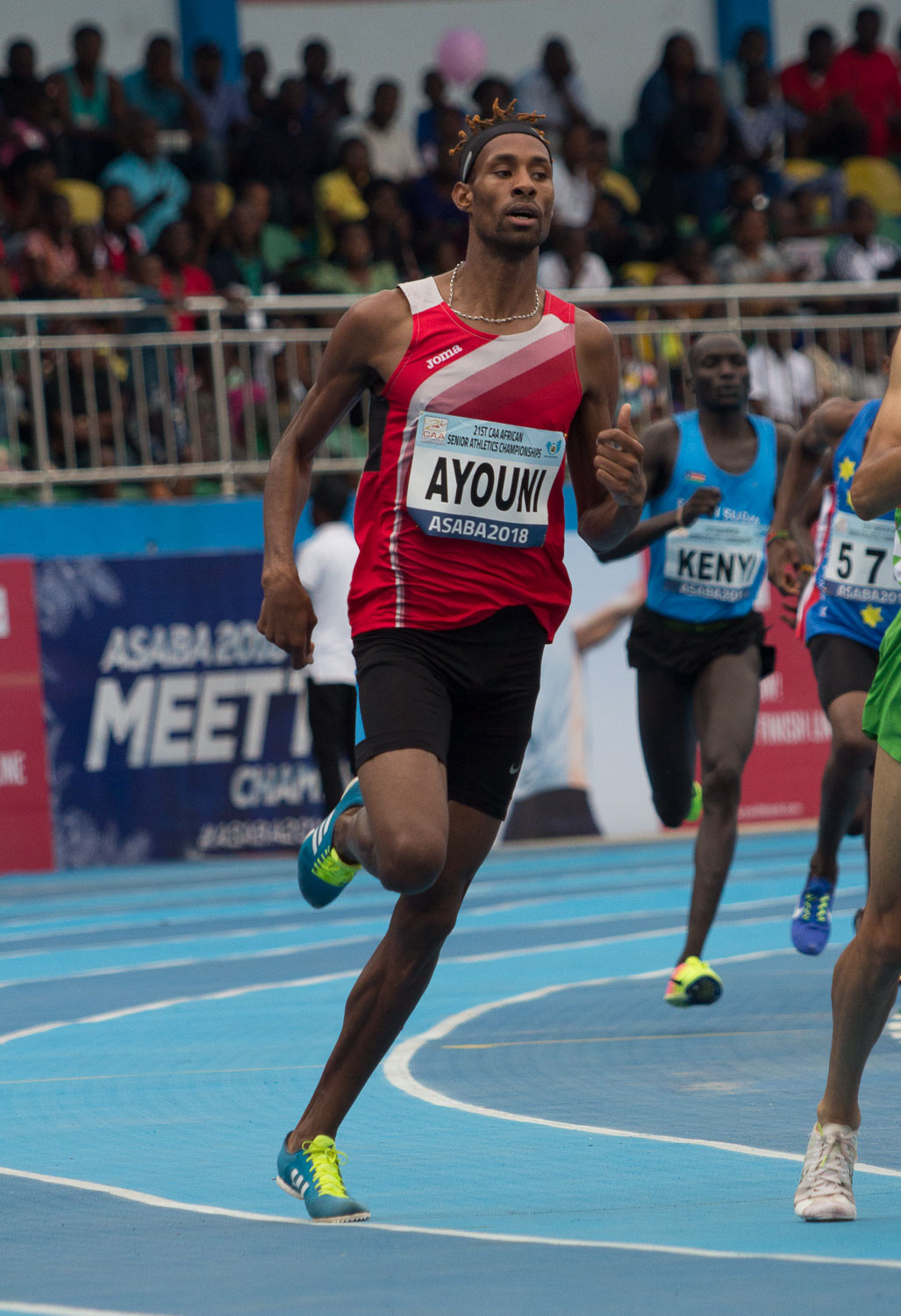
Abdessalem Ayouni Rang sieben in 1:47,39 min
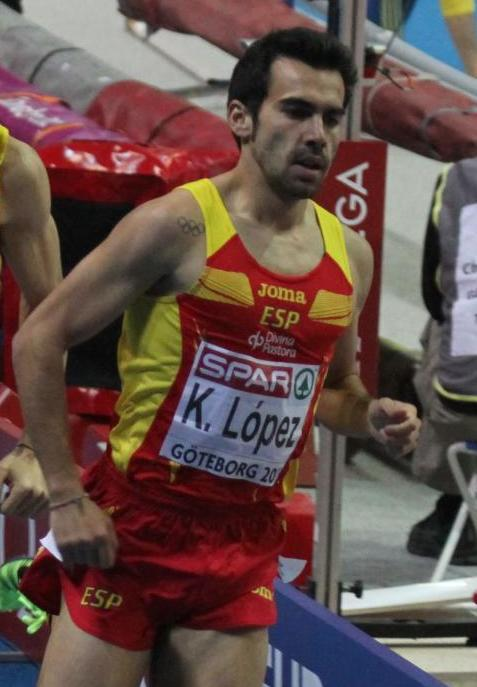
Kevin López Rang acht in 1:47,62 min

### Lauf 2

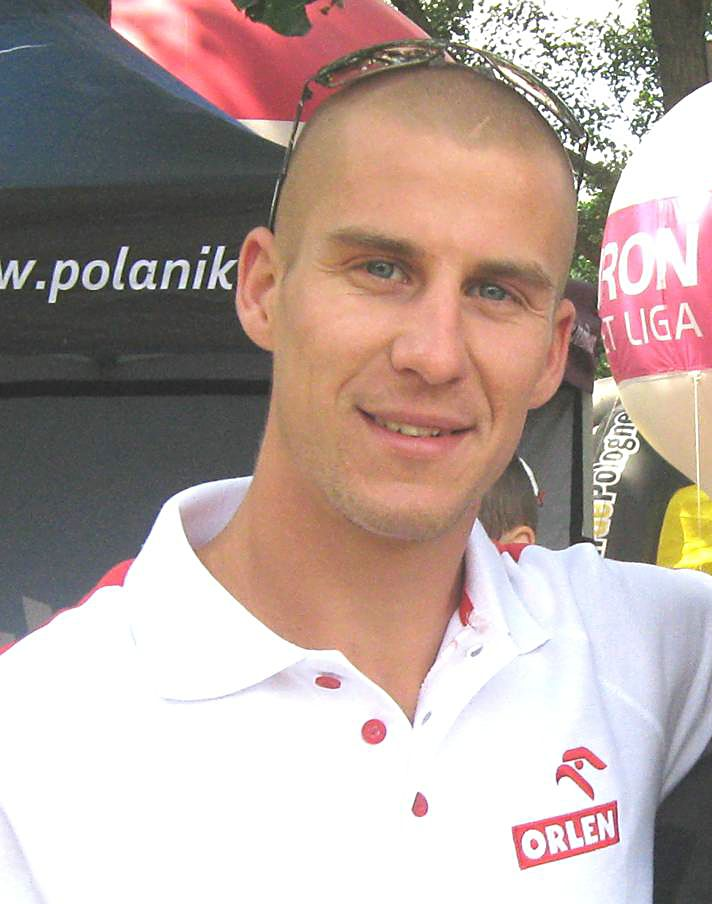
Marcin Lewandowski ausgeschieden als Dritter in 1:45,93 min

6. August 2017, 21:23 Uhr Ortszeit (22:23 Uhr MESZ)
| Platz | Name               | Land           | Zeit (min) |
| ----- | ------------------ | -------------- | ---------- |
| 1     | Brandon McBride    | Kanada         | 1:45,53    |
| 2     | Kyle Langford      | Großbritannien | 1:45,81    |
| 3     | Marcin Lewandowski | Polen          | 1:45,93    |
| 4     | Emmanuel Korir     | Kenia          | 1:46,08    |
| 5     | Drew Windle        | USA            | 1:46,33    |
| 6     | Ebrahim al-Zofairi | Kuwait         | 1:46,68    |
| 7     | Antoine Gakeme     | Burundi        | 1:47,08    |
| DNS   | Thijmen Kupers     | Niederlande    |            |

Weitere im zweiten Halbfinale ausgeschiedene Läufer:

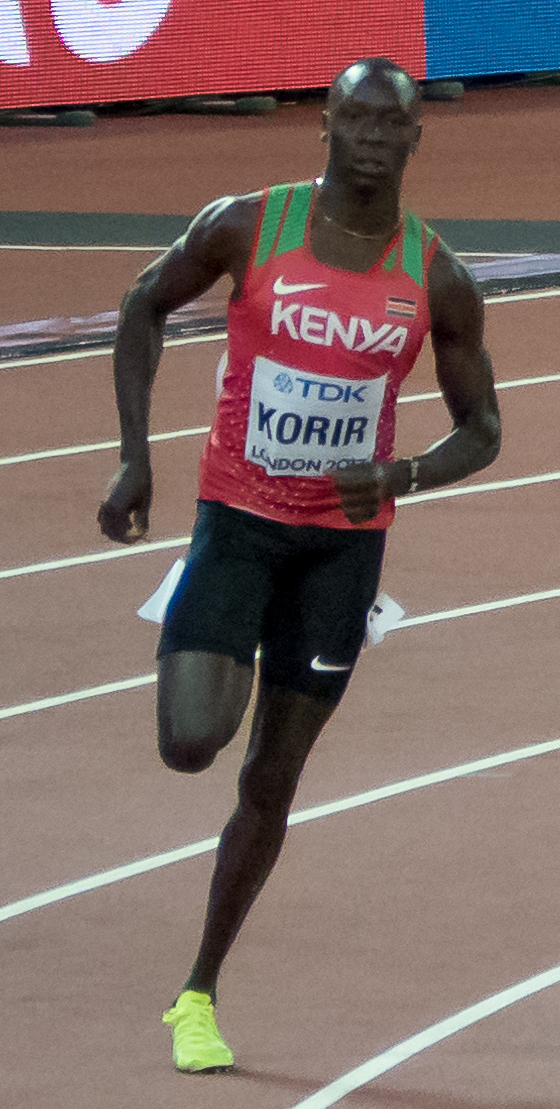
Emmanuel Korir Rang vier in 1:46,08 min
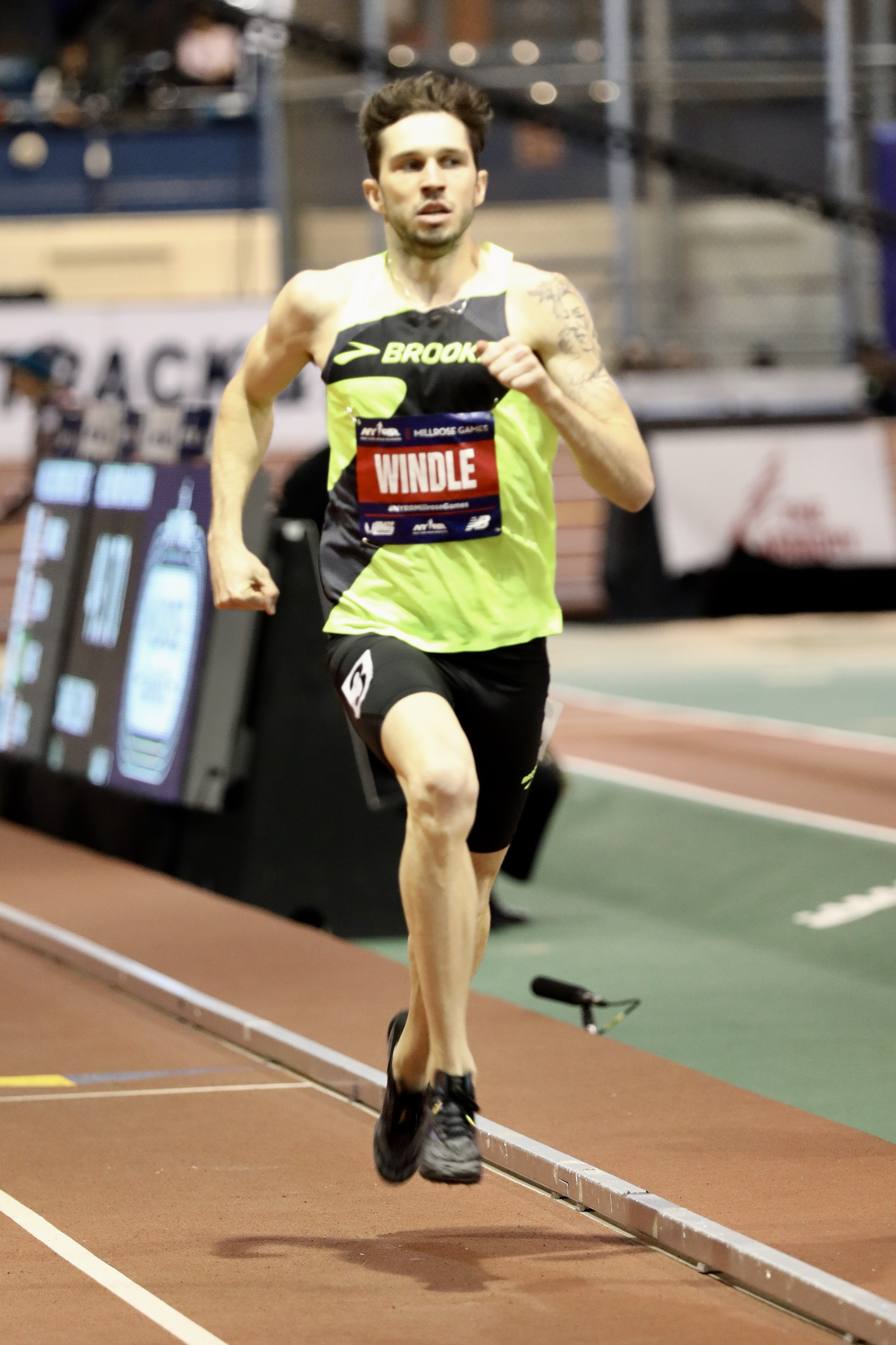
Drew Windle Rang fünf in 1:46,33 min
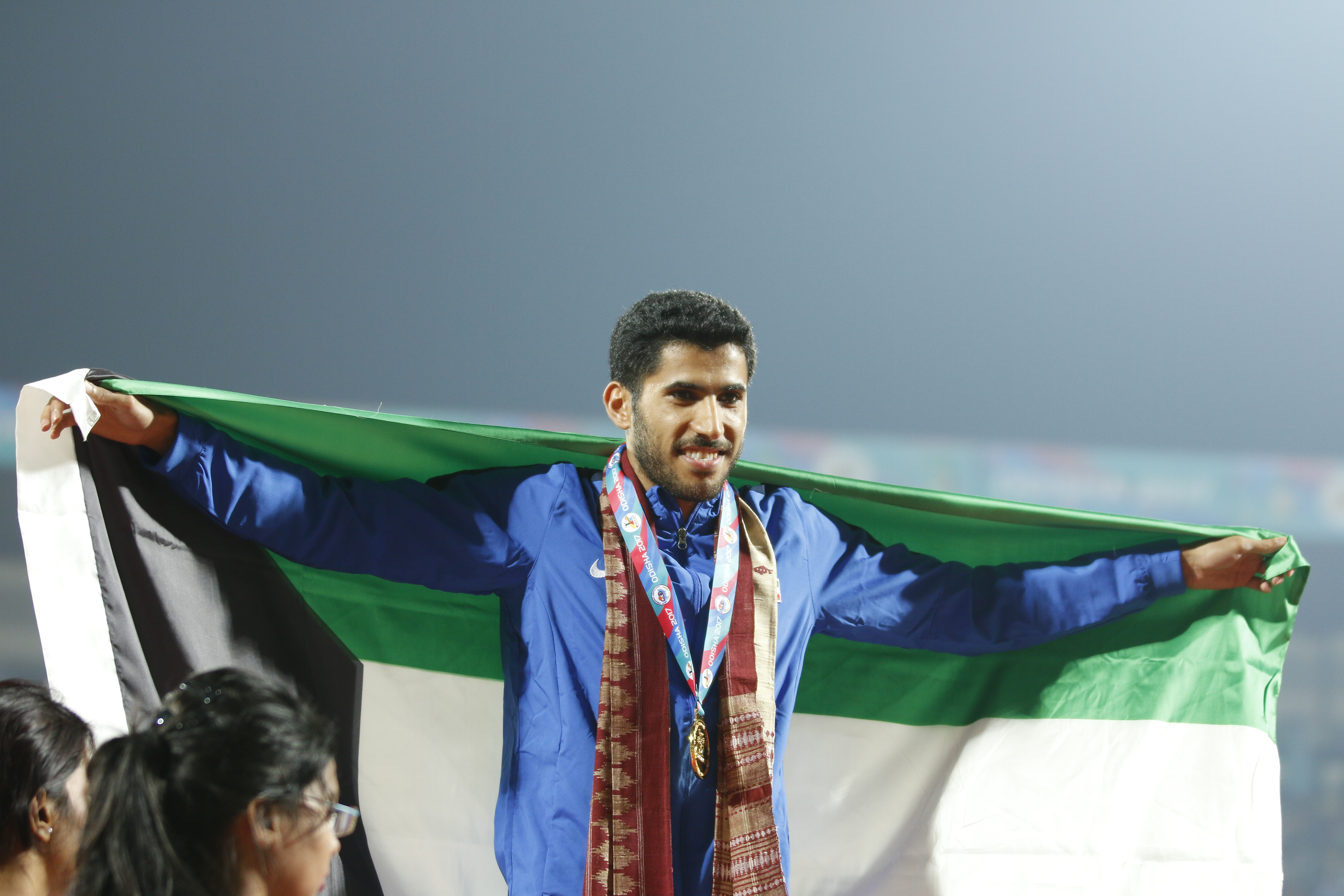
Ebrahim al-Zofairi Rang sechs in 1:46,68 min
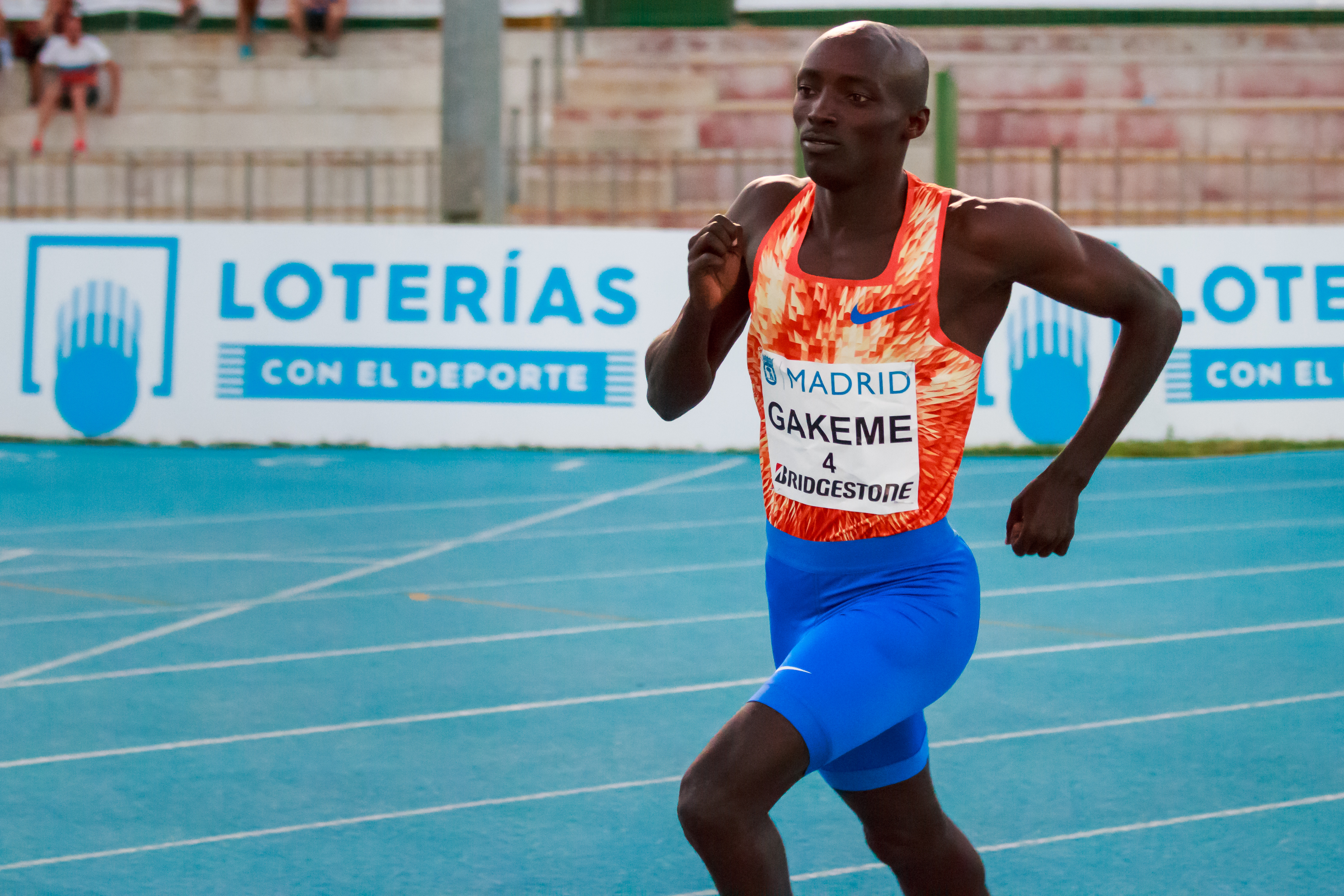
Antoine Gakeme Rang sieben in 1:47,08 min
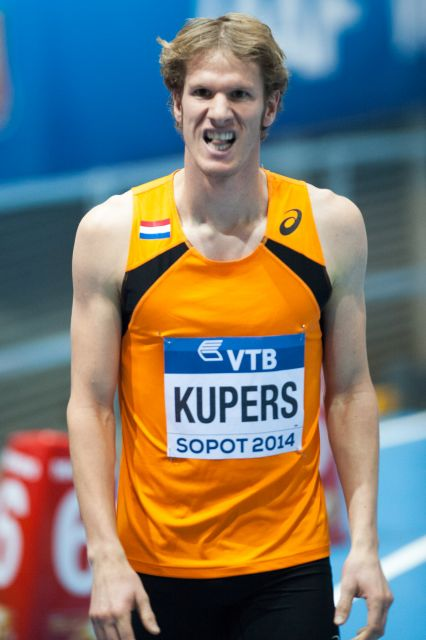
Thijmen Kupers in seinem Halbfinale nicht am Start

### Lauf 3

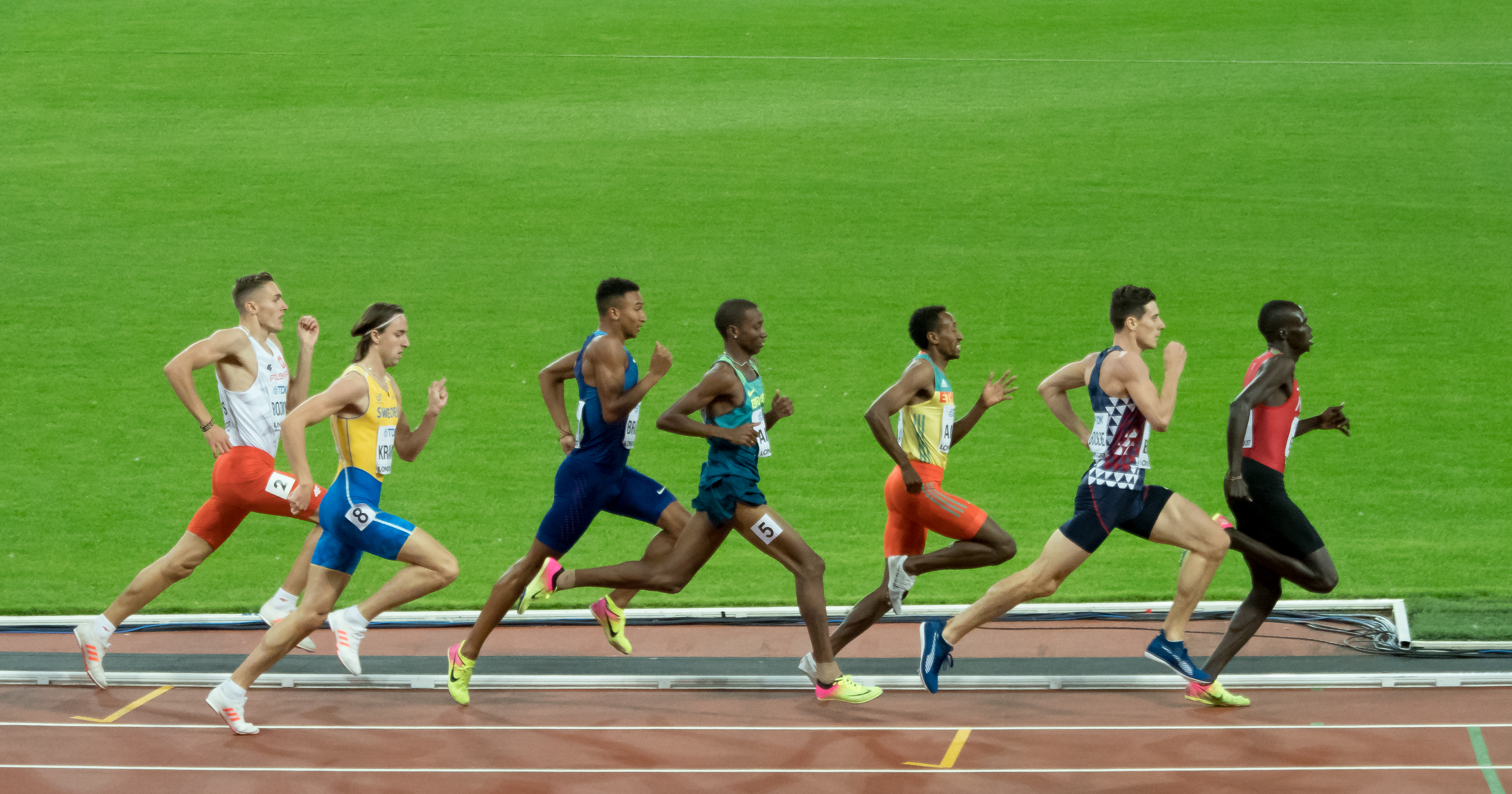
Das Läuferfeld im dritten Halbfinale

6. August 2017, 21:32 Uhr Ortszeit (22:32 Uhr MESZ)
| Platz | Name                  | Land       | Zeit (min) |
| ----- | --------------------- | ---------- | ---------- |
| 1     | Kipyegon Bett         | Kenia      | 1:45,02    |
| 2     | Mohammed Aman         | Äthiopien  | 1:45,40 SB |
| 3     | Pierre-Ambroise Bosse | Frankreich | 1:45,63    |
| 4     | Thiago André          | Brasilien  | 1:45,83    |
| 5     | Michał Rozmys         | Polen      | 1:46,10    |
| 6     | Andreas Kramer        | Schweden   | 1:46,25    |
| 7     | Donavan Brazier       | USA        | 1:46,27    |
| 8     | Álvaro de Arriba      | Spanien    | 1:46,64    |

Im dritten Halbfinale ausgeschiedene Läufer:

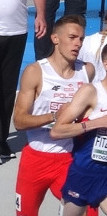
Michał Rozmys Rang fünf in 1:46,10 min
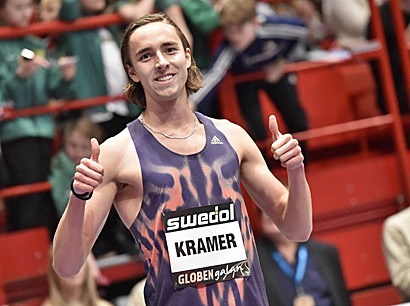
Andreas Kramer Rang sechs in 1:46,25 min
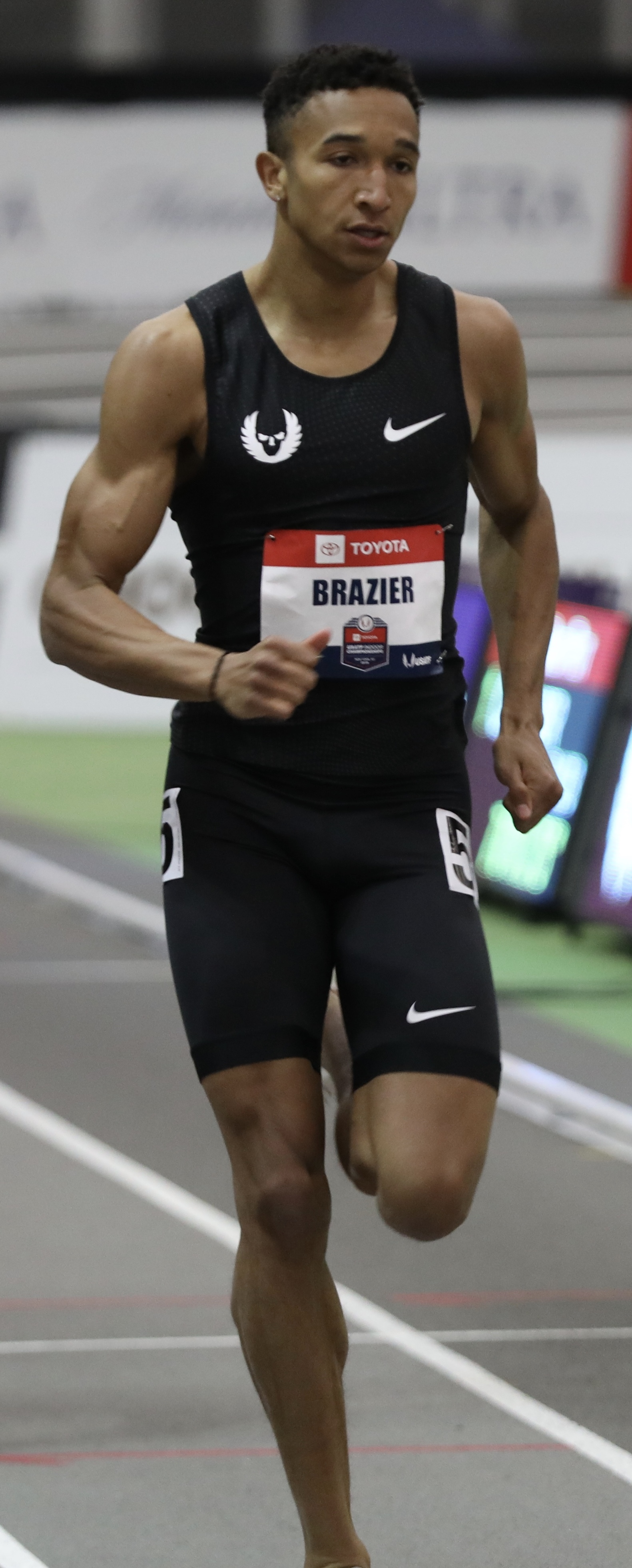
Donavan Brazier Rang sieben in 1:46,27 min
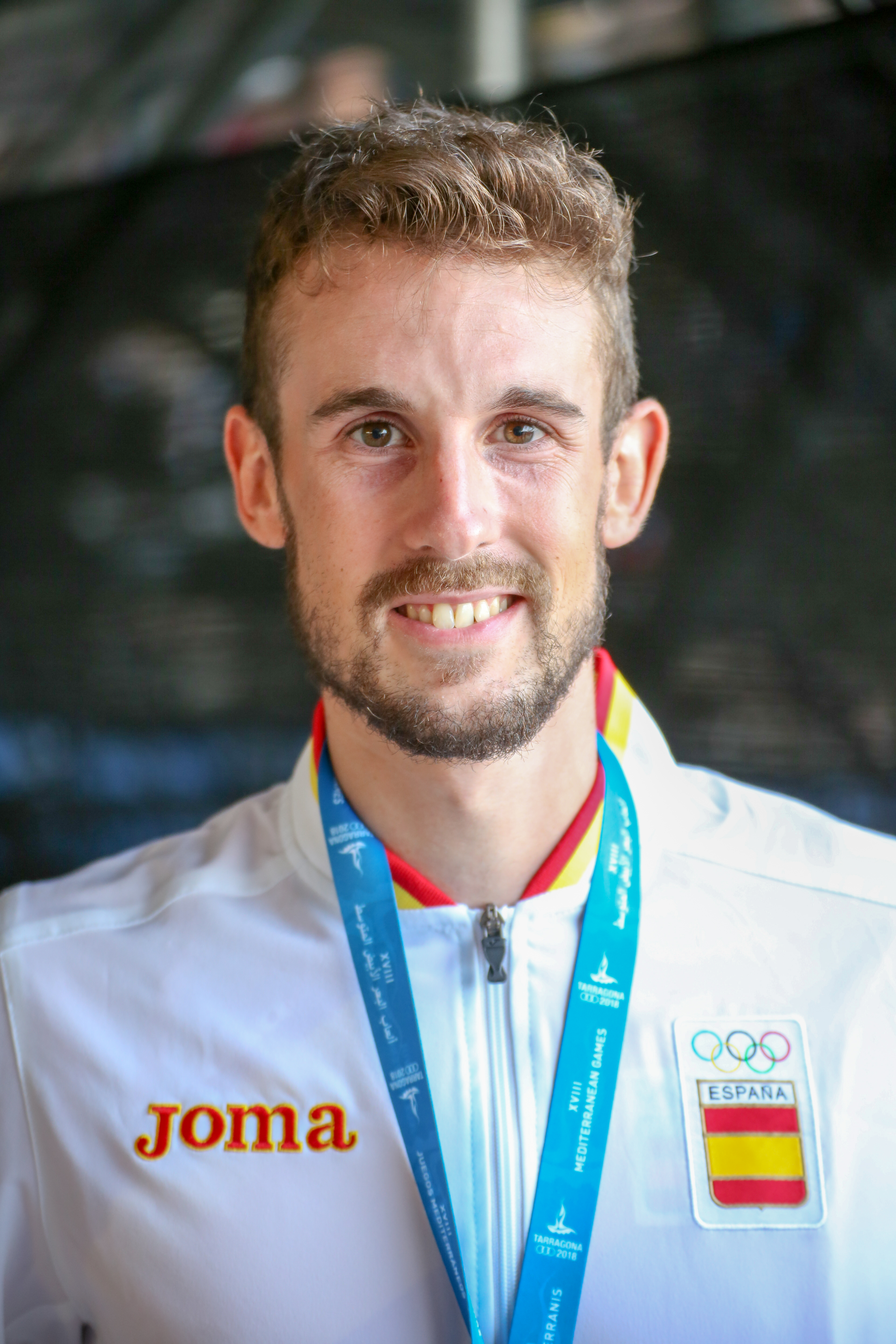
Álvaro de Arriba Rang acht in 1:46,64 min

## Finale
8. August 2017, 21:35 Uhr Ortszeit (22:35 Uhr MESZ)
Nicht mit dabei war der kenianische Olympiasieger von 2012 / 2016 und Weltmeister von 2011 / 2015 David Rudisha, gleichzeitig auch Inhaber des Weltrekords. Zu den Favoriten zählten in erster Linie der Weltmeister von 2013 Mohammed Aman aus Äthiopien, der Olympiazweite von 2012 Nijel Amos aus Botswana, der Pole Adam Kszczot als Vizeweltmeister von 2015 und Europameister von 2014 / 2016 sowie der Kenianer Kipyegon Bett, der sich im Halbfinale hier in London stark präsentiert hatte.

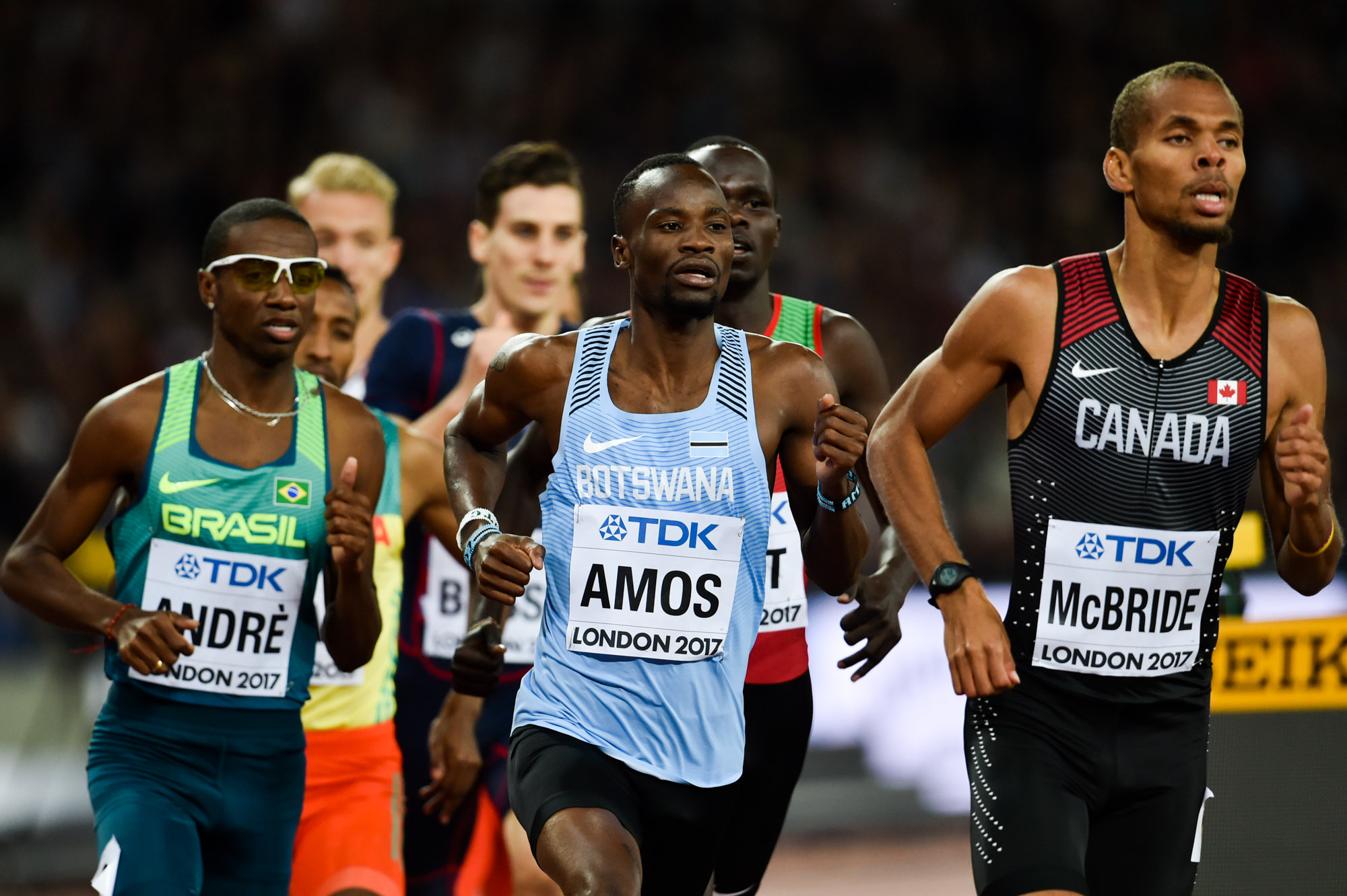
Das Läuferfeld in Runde eins des 800-Meter-Finales

Im Finale legte der Kanadier Brandon McBride ein hohes Anfangstempo vor. Die 400-Meter-Zwischenzeit lautete 50,78 Sekunden. Auf der Gegengeraden der Schlussrunde griff der Franzose Pierre-Ambroise Bosse an und übernahm die Spitze. In der Zielkurve setzte er sich ein kleines Stück von seinen Gegnern ab. Aber noch lagen der zweitplatzierte Bett und Amos als Dritter aussichtsreich im Rennen. Auf den nächsten Rängen mit wiederum etwas Abstand folgten Aman und Kszczot. Mit großem Stehvermögen brachte Pierre-Ambroise Bosse seinen Vorsprung ins Ziel und eroberte den Weltmeistertitel. Auf der Zielgeraden spurteten vor allem zwei Läufer an mehreren Kontrahenten vorbei: Adam Kszczot erkämpfte sich so die Silbermedaille und der Brite Kyle Langford kam noch ganz nah an Kipyegon Bett heran, der jedoch mit vier Hundertstelsekunden Vorsprung vor dem Briten die Bronzemedaille retten konnte. Hinter Langford wurde Nijel Amos Fünfter, Mohammed Aman belegte Rang sechs vor dem Brasilianer Thiago André und dem anfangs führenden Brandon McBride.
| Platz | Athlet                | Land           | Zeit (min) |
| ----- | --------------------- | -------------- | ---------- |
|       | Pierre-Ambroise Bosse | Frankreich     | 1:44,67 SB |
|       | Adam Kszczot          | Polen          | 1:44,95 SB |
|       | Kipyegon Bett         | Kenia          | 1:45,21    |
| 4     | Kyle Langford         | Großbritannien | 1:45,25 PB |
| 5     | Nijel Amos            | Botswana       | 1:45,83    |
| 6     | Mohammed Aman         | Äthiopien      | 1:46,06    |
| 7     | Thiago André          | Brasilien      | 1:46,30    |
| 8     | Brandon McBride       | Kanada         | 1:47,09    |

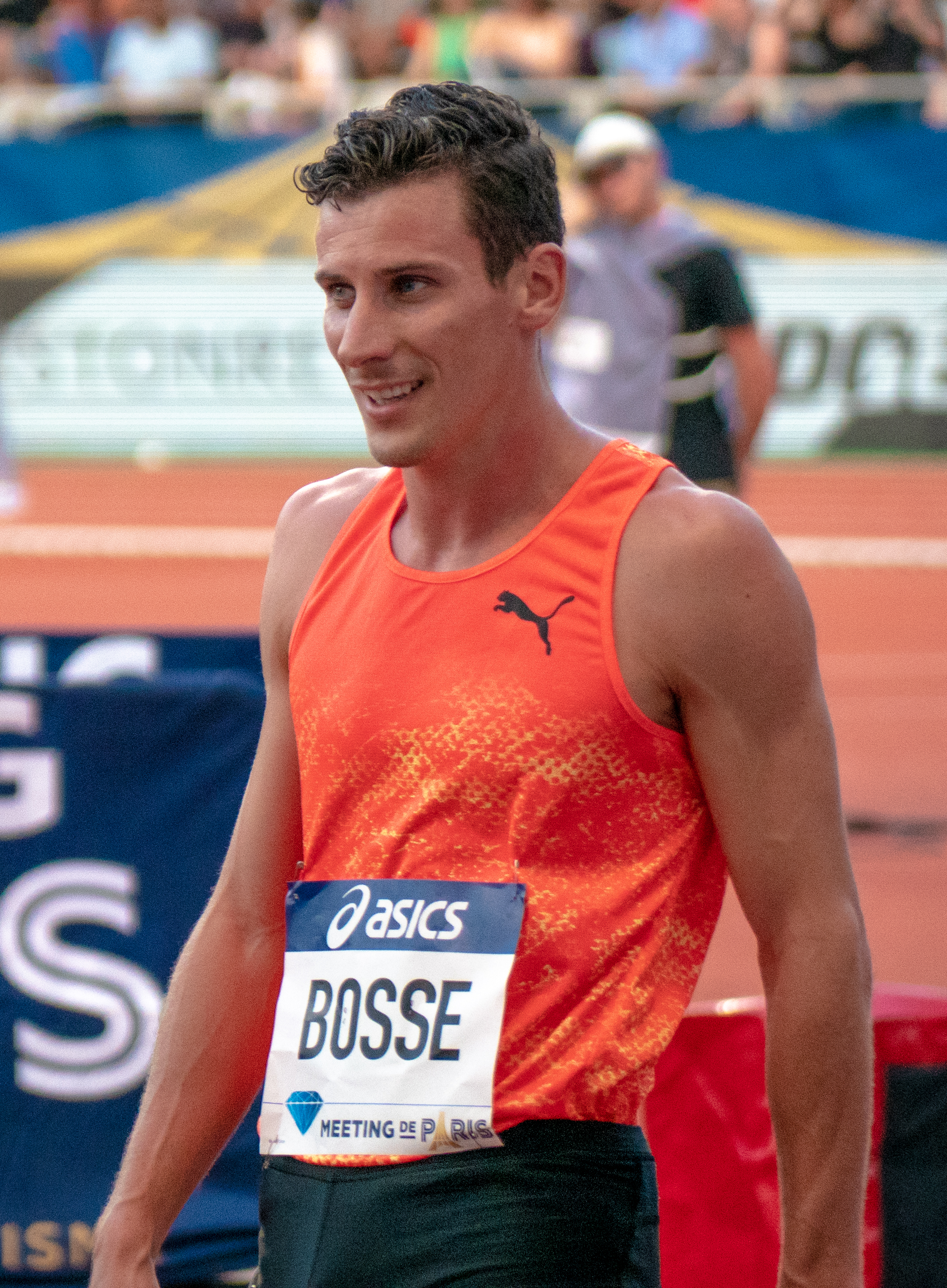
Weltmeister Pierre-Ambroise Bosse
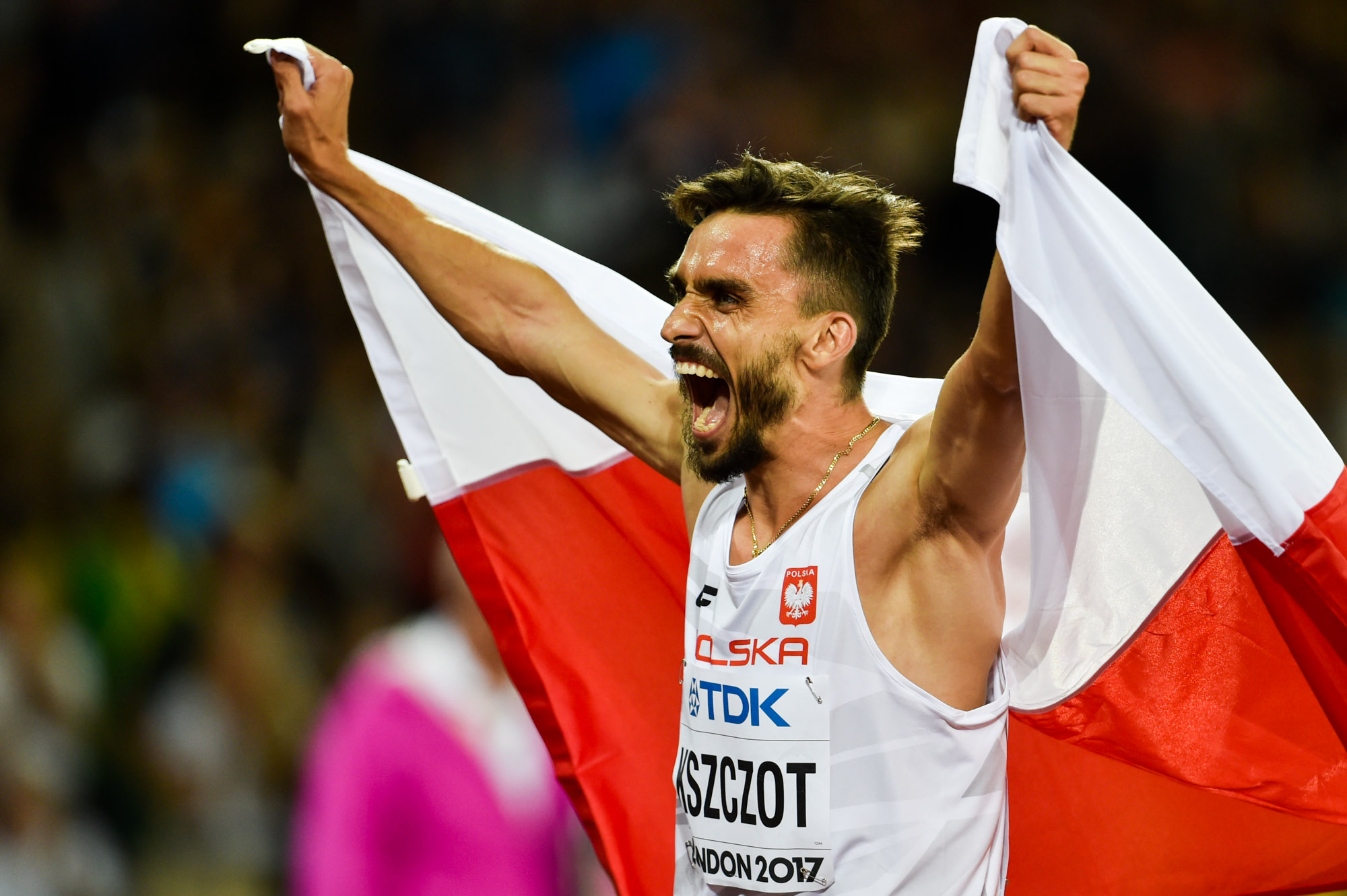
Freude über seinen Erfolg: Vizeweltmeister Adam Kszczot
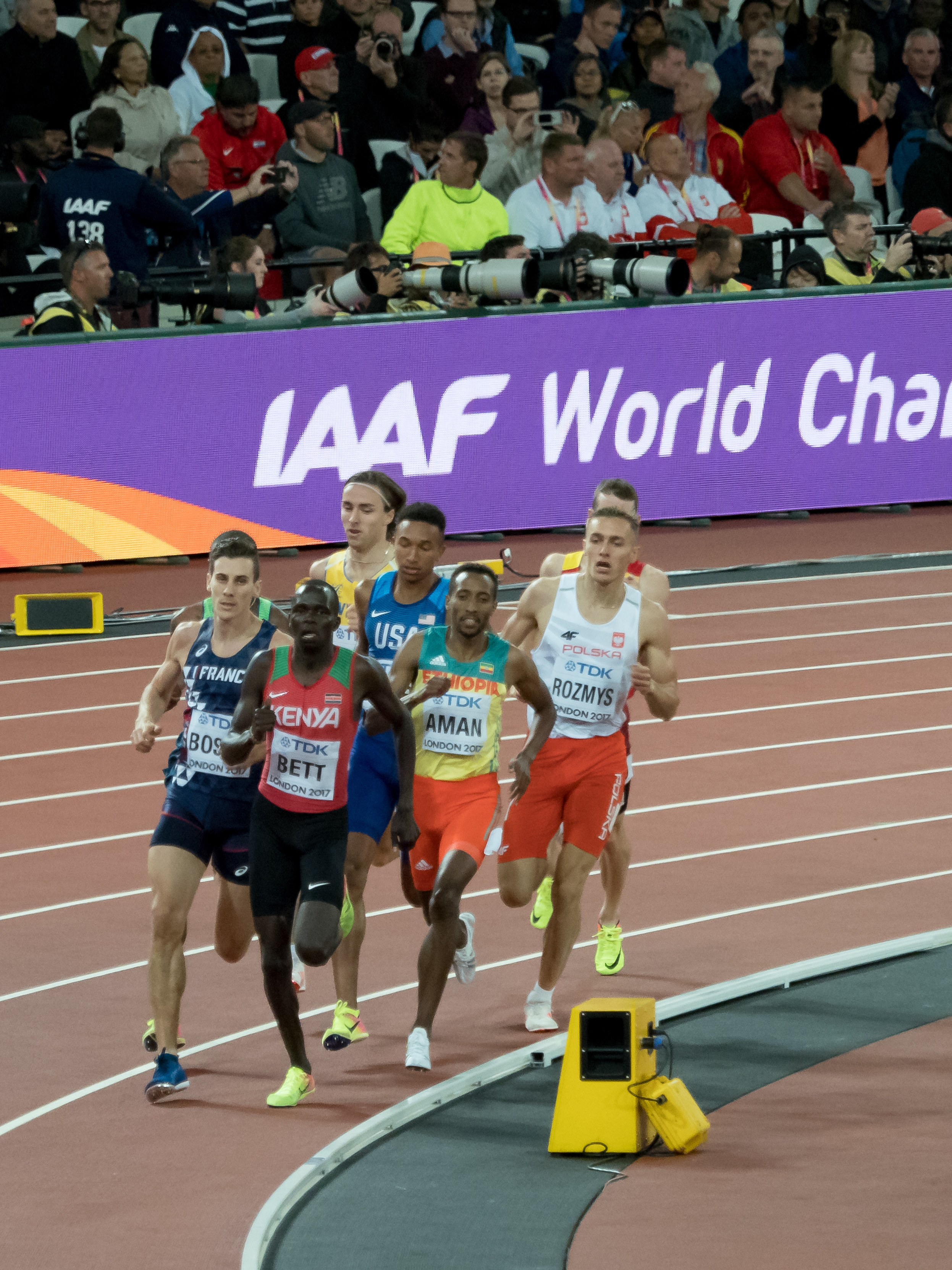
Bronzemedaillengewinner Kipyegon Bett – hier als Führender in seinem Halbfinalrennen
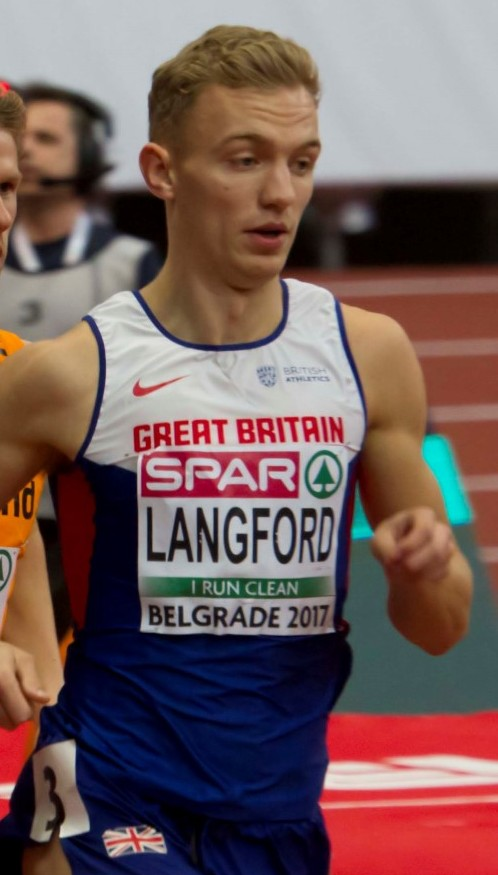
Kyle Langfort erreichte den vierten Platz
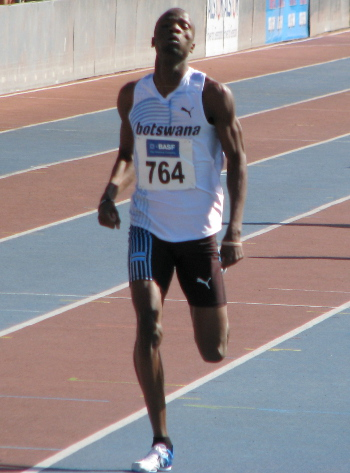
Rang fünf für Nijel Amos
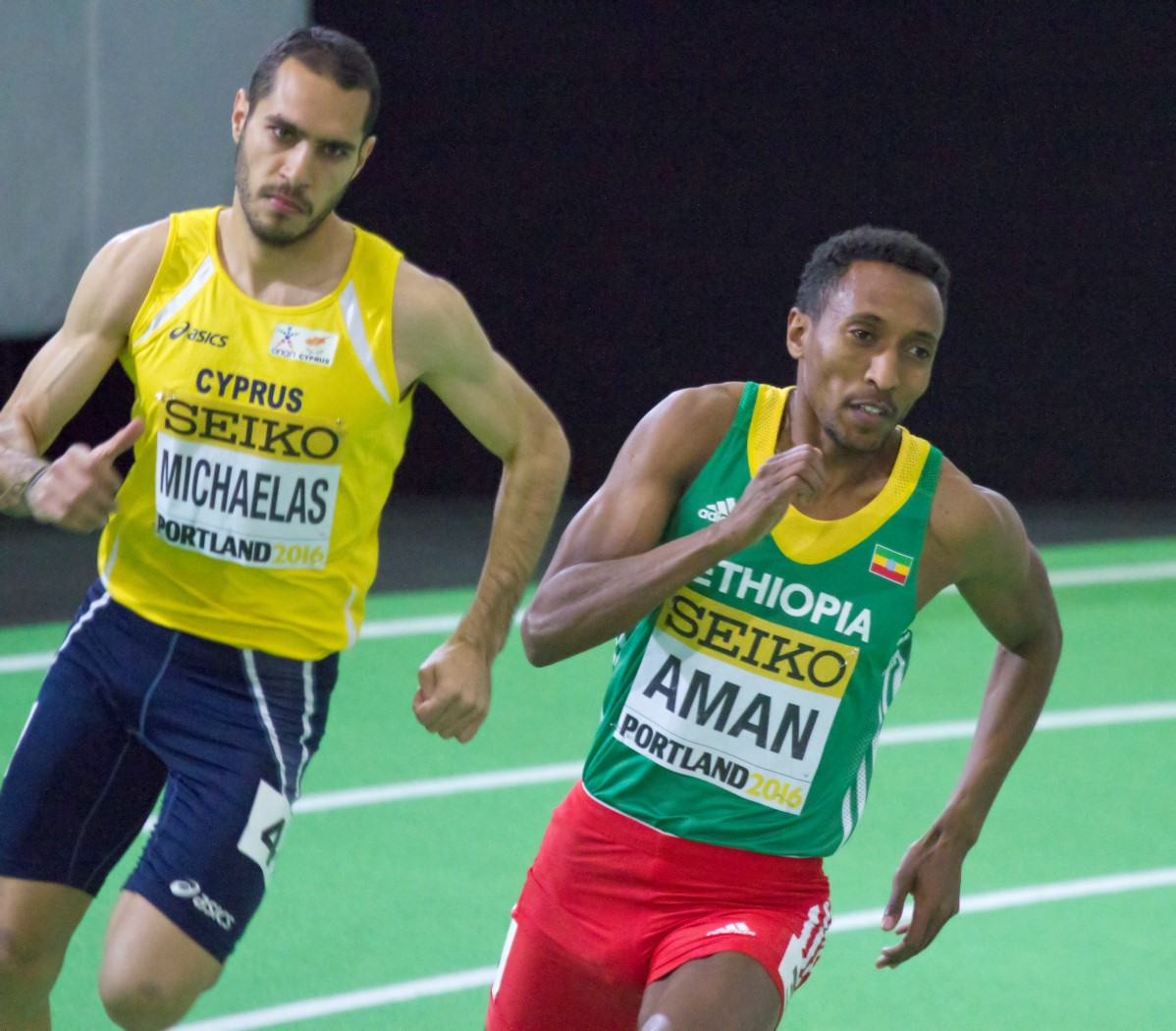
Mohammed Aman kam auf den sechsten Platz
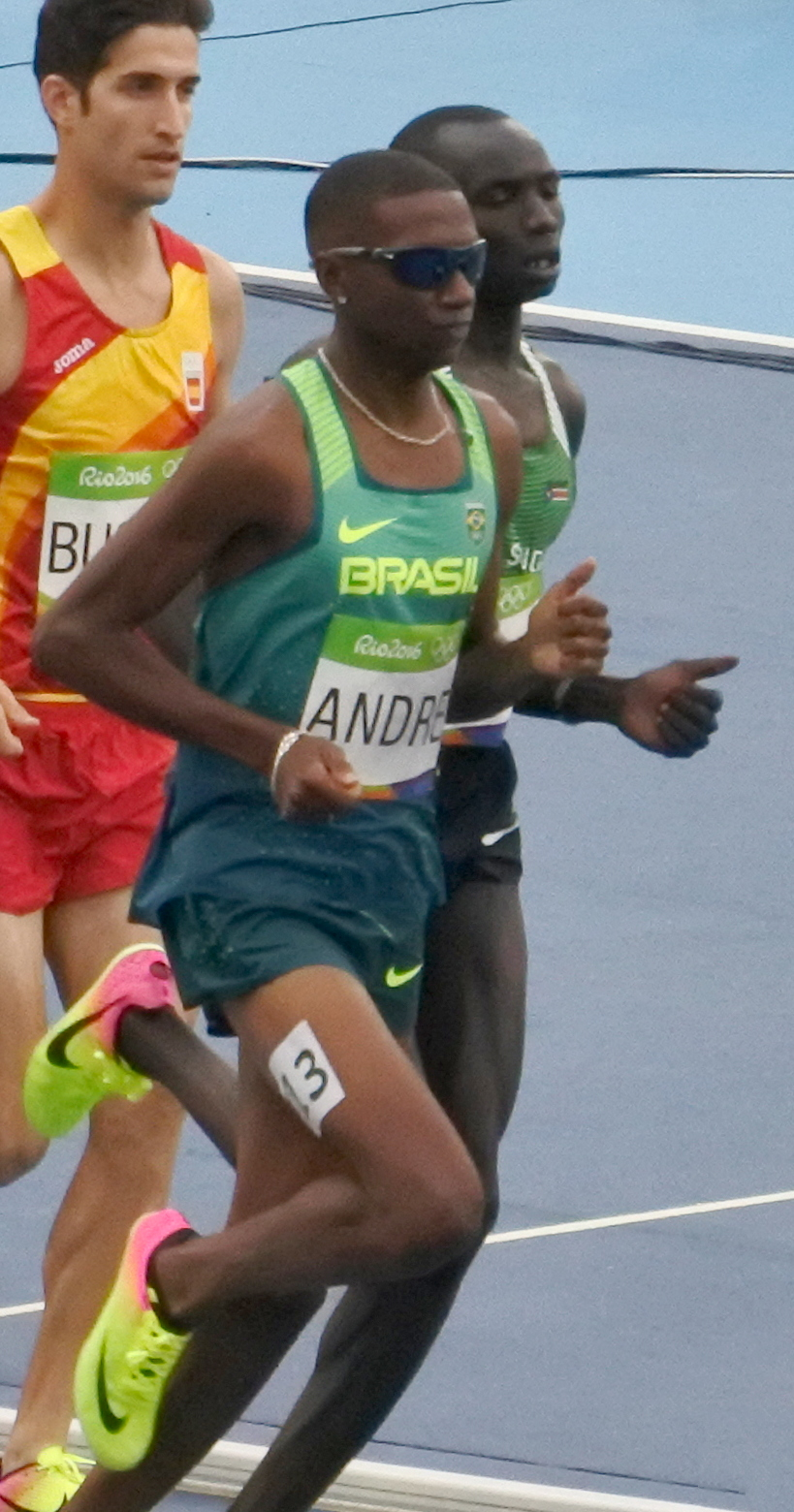
Thiago André belegte Rang sieben
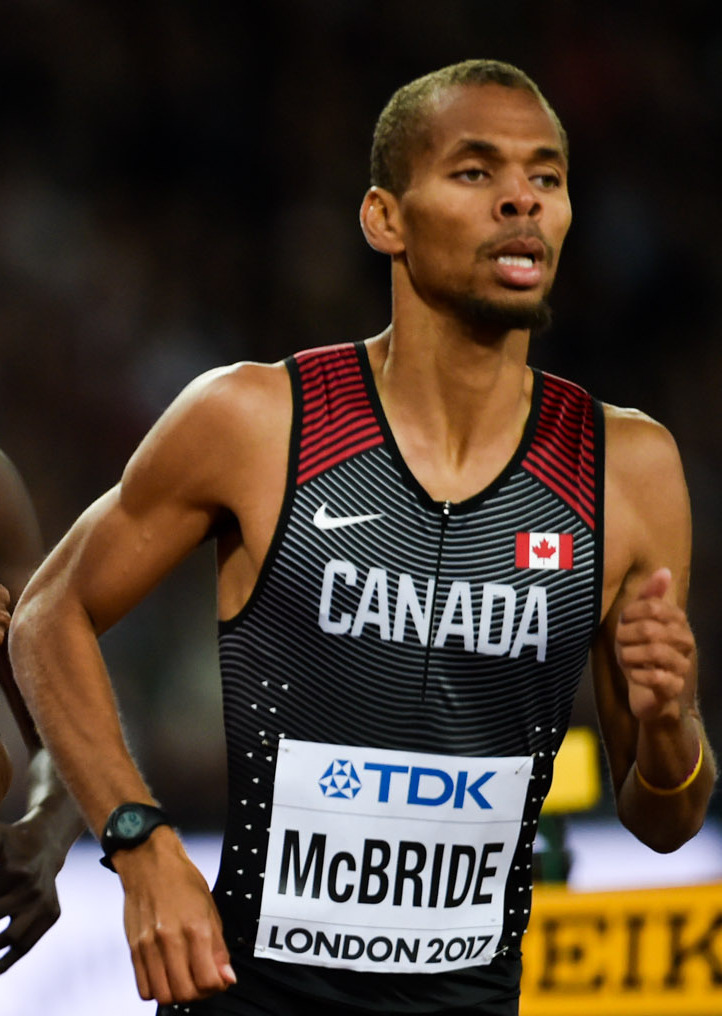
Brandon McBride wurde in diesem Finale Achter

## Video
- WCH London 2017 Highlights - 800m Men - Final - Bosse wins, youtube.com, abgerufen am 21. November 2018